# Shoulder Arms
Shoulder Arms (bra: Ombros, Armas!) é um filme mudo de curta metragem estadunidense de 1918, escrito, produzido, dirigido e protagonizado por Charles Chaplin. É o segundo filme de Chaplin para a First National Pictures.

## Sinopse
O filme se passa na França, durante a Primeira Guerra Mundial. Chaplin interpreta um recruta que vira herói e é convocado para uma perigosa missão nas linhas inimigas.

## Elenco
- Charles Chaplin .... recruta
- Edna Purviance .... moça francesa
- Syd Chaplin .... sargento/ cáiser
- Jack Wilson .... príncipe da Alemanha
- Henry Bergman .... sargento alemão
- Albert Austin .... soldado norte-americano / soldado alemão / motorista do cáiser
- Tom Wilson .... sargento treinador de campo
- John Rand .... soldado norte-americano
- J. Parks Jones .... soldado norte-americano
- Loyal Underwood .... oficial
- Ray Hanford .... soldado (não-creditado)